# Moloch (mini-série)
Pour les articles homonymes, voir Moloch (homonymie).
Moloch est une minisérie franco-belge, en six épisodes de 52 minutes, réalisée par Arnaud Malherbe et diffusée les 22 octobre et 29 octobre 2020 sur Arte.
Dans les pays francophones, la série est diffusée depuis mars 2021 sur le service Disney+, via la chaîne virtuelle Star.

## Synopsis
Dans une ville côtière des personnes s'embrasent mystérieusement. Louise, journaliste, et Gabriel, psychiatre, enquêtent.

## Fiche technique
- Titre français : Moloch
- Réalisation : Arnaud Malherbe
- Scénario : Arnaud Malherbe et Marion Festraëts
- Musique originale : Flemming Nordkrog
- Photographie : Christophe Nuyens
- Production : Xavier Matthieu
- Sociétés de production : Calt Studio, Belga Productions et Arte France
- Société de distribution : Arte France
- Format : Couleur
- Durée : 6 × 52 minutes
- Genre : Thriller
- Pays d'origine :  France,  Belgique

## Distribution
- Marine Vacth : Louise
- Olivier Gourmet : Gabriel
- Arnaud Valois : Tom
- Marc Zinga : Jimmy
- Alice Verset : Stella
- Soufiane Guerrab : Rachid
- Babetida Sadjo : Gloria
- Laurent Capelluto : François
- Julie-Anne Roth : Lucie
- Jan Hammenecker : Karl
- Hélène de Saint-Père : Jacqueline
- Oliver Bodart : Max
- Maya Dory : Solène
- Carole Trevoux : Hélène
- Roman Malherbe : Paul
- Guillaume Kerbusch : Franck
- Valérie Bauchau : mère de Louise
- Alain Leempoel : père de Louise
- Michaël Erpelding : Samy
- Christelle Cornil : Carole

## Tournage
Le tournage a lieu de mars à mai 2019 en Belgique à Ostende, Bruxelles et Anvers,.

## Distinction
- Festival Canneséries 2020 : prix du scénario[4]